# Religie in Frankrijk

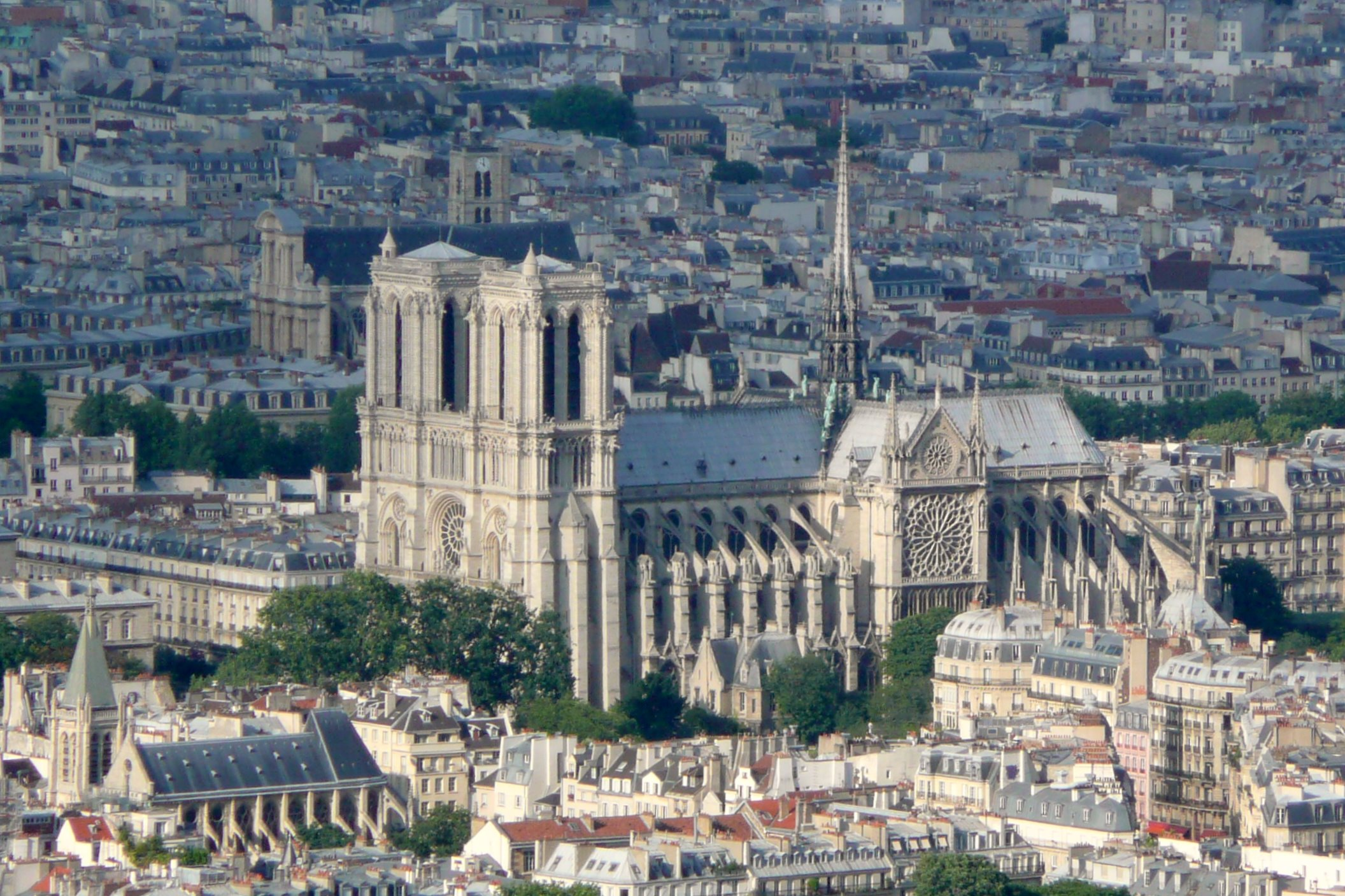
Frankrijk kent een rijke rooms-katholieke traditie die in alle steden en dorpen duidelijk te zien is. Op de afbeelding de Notre-Dame van Parijs.

Frankrijk is van oudsher een katholiek land. De kerstening begon al voordat keizer Constantijn een einde maakte aan de vervolging van de Christenen in het Romeinse rijk (313, Edict van Milaan). Met de doop van koning Clovis I in 496 begint eigenlijk de christelijke geschiedenis van het gebied dat later 'Frankrijk' is gaan heten. In de eeuwen die volgen krijgt de Kerk een zeer grote invloed. De relatie met de Heilige Stoel werd door de eeuwen heen steeds op de proef gesteld. Hoezeer kerk en staat ook verbonden waren, steeds waren er koningen en keizers die zich boven de Goddelijke almachtigheid plaatsten. Frankrijk kende verscheidene godsdienstoorlogen en evolueerde ten slotte naar een scheiding van kerk en staat.
Godsdienst in Frankrijk is toegestaan door de Verklaring van de rechten van de mens en de burger van 1789, zolang haar "manifestatie de openbare orde niet verstoort" die wordt gevolgd door het Centraal Bureau voor Cults gecreëerd door de wet van scheiding van Kerken en de staat van 9 december 1905 maken van Frankrijk een seculiere staat. Sinds deze scheiding heeft de Franse Republiek geen staats- of officiële religies meer.
Zolang het gezicht niet wordt verborgen, is het dragen van religieuze tekens niet verboden, behalve voor agenten van openbare diensten en binnen scholen. De leer van de catechismus is toegestaan in privéscholen maar niet in openbare scholen. De privaatonderwijs mag niet meer dan 20% van de leerlingen hebben (80% voor openbaar onderwijs). Clerici hebben het recht om les te geven aan de universiteit (hoger onderwijs) maar niet op de openbaar lagere en middelbare vestiging, gereserveerd voor de leken.
Het toenemende aantal nieuwe sekten heeft Frankrijk gedwongen om een organisatie op te richten genaamd Interministeriële missie voor de waakzaamheid en strijd tegen sectarische uitwassen (MIVILUDES).

## Geschiedenis
Tijdens de Romanisering van Gallië vermengen de Romeinse religieuze elementen zich met de Gallische culten. Deze invloed vanuit het Romeinse Rijk voltrok zich eerst in de stedelijke gebieden en pas later op het platteland.

### Het ontstaan van het christendom in Frankrijk

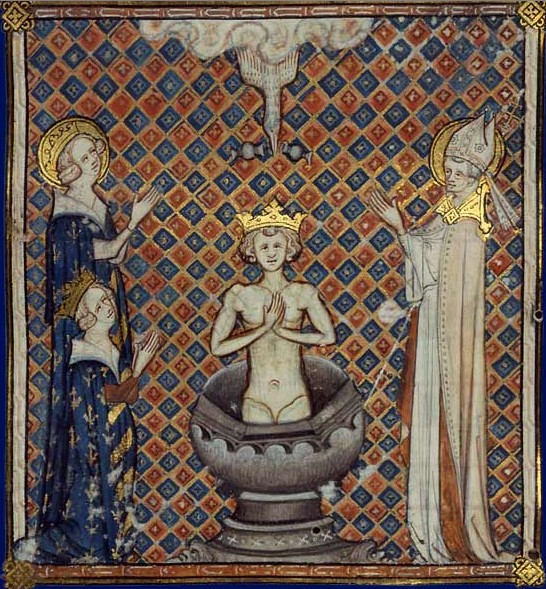
Koning Clovis I laat zich in 496 dopen.

De eerste christenen in Gallië werden vervolgd door de Romeinse keizers tot in 303. Bronnen vermelden dat het christendom in Frankrijk ontstond rond Lyon, een streek die in die tijd onder oosterse invloed stond. In 177 liet de provinciale gouverneur de bisschop Ireneüs (circa 140-circa 202) ombrengen.
In 324 werd het eerste concilie in Gallië georganiseerd. Dit ging door in Arles en werd bijeengeroepen door Constantijn de Grote. Het christendom kwam in de gunst van de machtshebbers en verbreidde zich langzaam maar zeker in de steden. Rond 360 werd het eerste Gallische klooster opgericht door Martinus van Tours in Ligugé.
Met de invallen van de barbaarse volkeren in Gallië krijgen de Christenen het zwaar te verduren. Alanen, Sueben en Vandalen plunderden katholieke rijkdommen tijdens de eerste invalsgolf (406-407). In 419 wordt het eerste barbarenrijk gevestigd op Romeinse bodem, rond de stad Tolosa (Toulouse). De invloed van deze invallende volkeren duurde tot eind 5de eeuw.
De kerk was monddood na de tijd van Augustinus (430). De koningen gingen uit politiek belang over tot het Christendom, zoals Clovis die zich liet bekeren in 496.
De katholieke missionarissen probeerden een bekering te bewerkstelligen en niet zelden werden de ongelovigen voor het nieuwe geloof gewonnen dankzij reeds bekeerde prinsessen.
Bisschoppen werden aangesteld door de koningen. Velen konden nauwelijks lezen en leefden een losbandig leven. Gregorius was daarover verontwaardigd, maar daar bleef het bij. De geestelijkheid uit de Merovingische tijd was bot.
In de zevende en begin achtste eeuw was er een missioneringsgolf op gang gekomen vanuit Ierland. Ierse missionarissen stichtten in het hele Frankische rijk kloosters. De Ierse monniken waren verstandelijk ontwikkeld en kenden een enthousiasme dat bij de Galliciërs onbekend was.

### De groeiende macht van de kerk

#### 8ste tot 12de eeuw

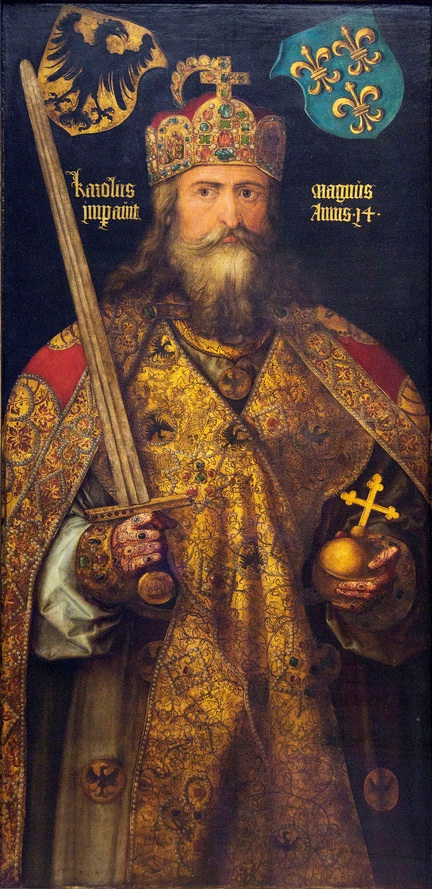
Karel de Grote werd voorgesteld als een katholieke heerser. Hij eiste echter een gelijkwaardige plaats op naast het roomse gezag (schilderij van Albrecht Dürer).

In de tweede helft van de achtste eeuw begon de Frankische kerk, door toedoen van de Frankische koningen Pepijn de Korte (714-768) en zijn zoon Karel de Grote (742-814), haar eigen missioneringsactiviteiten. Pepijn de Korte vernieuwde de liturgie en Karel de Grote introduceerde de liturgische Gregoriaanse gezangen in West-Europa.
Met de aanstelling in 800 van Karel de Grote tot keizer door paus Leo III erkenden beide vorsten elkaars waardigheid. Karel de Grote verplichtte al zijn onderdanen het Christendom te aanvaarden. Hij bracht een vernieuwing van het kerkelijk onderwijs tot stand; de Kerk nam het lekenonderricht over.
Karel de Grote wilde de wereldlijke instellingen naar het voorbeeld van de Kerk verbeteren. Hij voedde zijn zoon Lodewijk de Vrome (778-840) zeer katholiek op. Deze was voorbestemd voor een leven in het klooster.
Lodewijk kroonde zich tot keizer, waarmee hij aangaf dat zijn macht even algemeen was als die van de paus. De relatie tussen kerk en staat was zeer delicaat en Lodewijk de Vrome gunde de paus als geestelijk leider van de kerk veel speelruimte in ruil voor de formele erkenning van de superioriteit van het kerkelijk gezag.
Hij liet zich omringen door geestelijken en verplichtte de kloosters de leefregels van Benedictus van Nursia (480-547) te volgen. Hij stelde hoge geestelijken aan en deze stelden graven aan of bekleedden zelf dit ambt. De wereldlijke en kerkelijke macht waren in de 9de eeuw met elkaar verweven. In de 9de eeuw vormde de Kerk een vrijwel aaneengesloten netwerk van landelijke parochies. De ontstedelijking zorgde ervoor dat de bisschoppen in de ontvolkte steden de eigenlijke macht hadden. De staat betrok vaak uit de Kerk capabele mensen die op belangrijke posities geplaatst werden.
Naarmate Lodewijk de Vrome en zijn opvolgers zich steeds meer moesten concentreren op wereldlijke bedreigingen (invallen van Noormannen, opsplitsing van het Frankische rijk: Verdrag van Verdun) trad de kerk steeds meer op de voorgrond.
Paus Nicolaas I (periode 858-867) eiste de superioriteit van de pauselijke macht op. Daarmee werd ingestemd. Die pauselijke suprematie bleef tot de val van paus Bonifatius VIII, die in 1303 gevangengenomen werd door Filips de Schone.
Het groeiende roomse gezag was alleen mogelijk dankzij de gratie van de vorsten. Het was een paradoxale toestand dat de paus de keizer slechts kon overheersen, zolang deze de vrijheid van de paus waarborgde en dat de geestelijke macht het van de wereldlijke slechts dankzij de steun van die wereldlijke macht kon winnen. Na de karolingische tijd reorganiseerde het christendom zich in het West-Frankische rijk. Er kwamen privékerken. Edelen lieten kapellen, kerken of kloosters bouwen op eigen terrein, benoemden zelf hun dienaren, die door de bisschop tot priester werden gewijd. Ook de bisschoppen werden onderdeel van de feodale structuur; ze werden vazallen van de koning en gingen zich steeds meer als gewone edelen gedragen.
De macht van de koning was versnipperd in grote leengebieden. Rome liet de kerk steeds meer oordelen over burgerlijke zaken en stelde de kerk in staat allerlei kerkelijke belastingen te innen. Zo groeide ook het Canoniek recht. De kerk had de rol van de vorsten overgenomen.

#### De kloosters

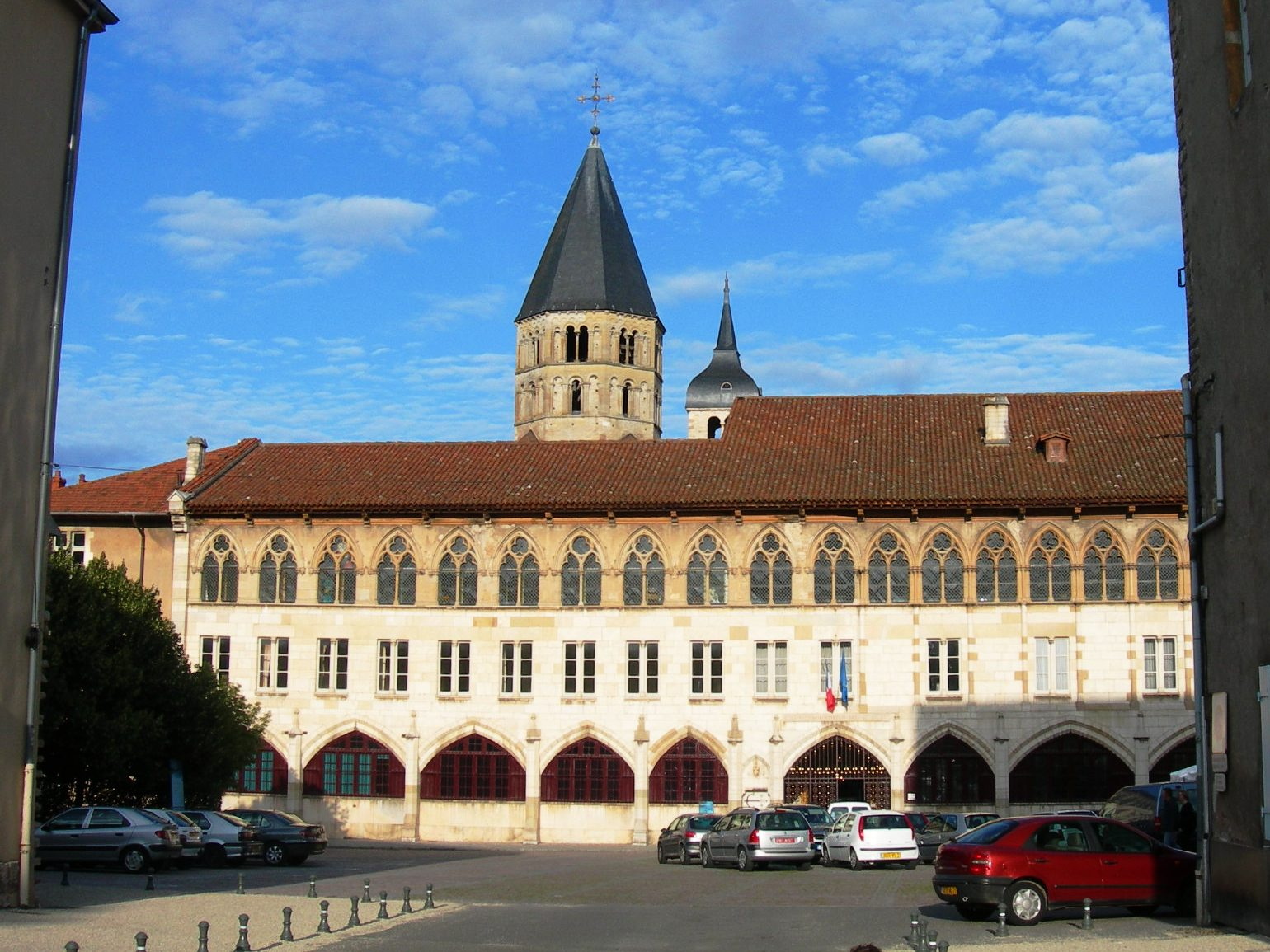
De abdij van Cluny werd in 910 gesticht en hoefde alleen verantwoording af te leggen aan de paus.

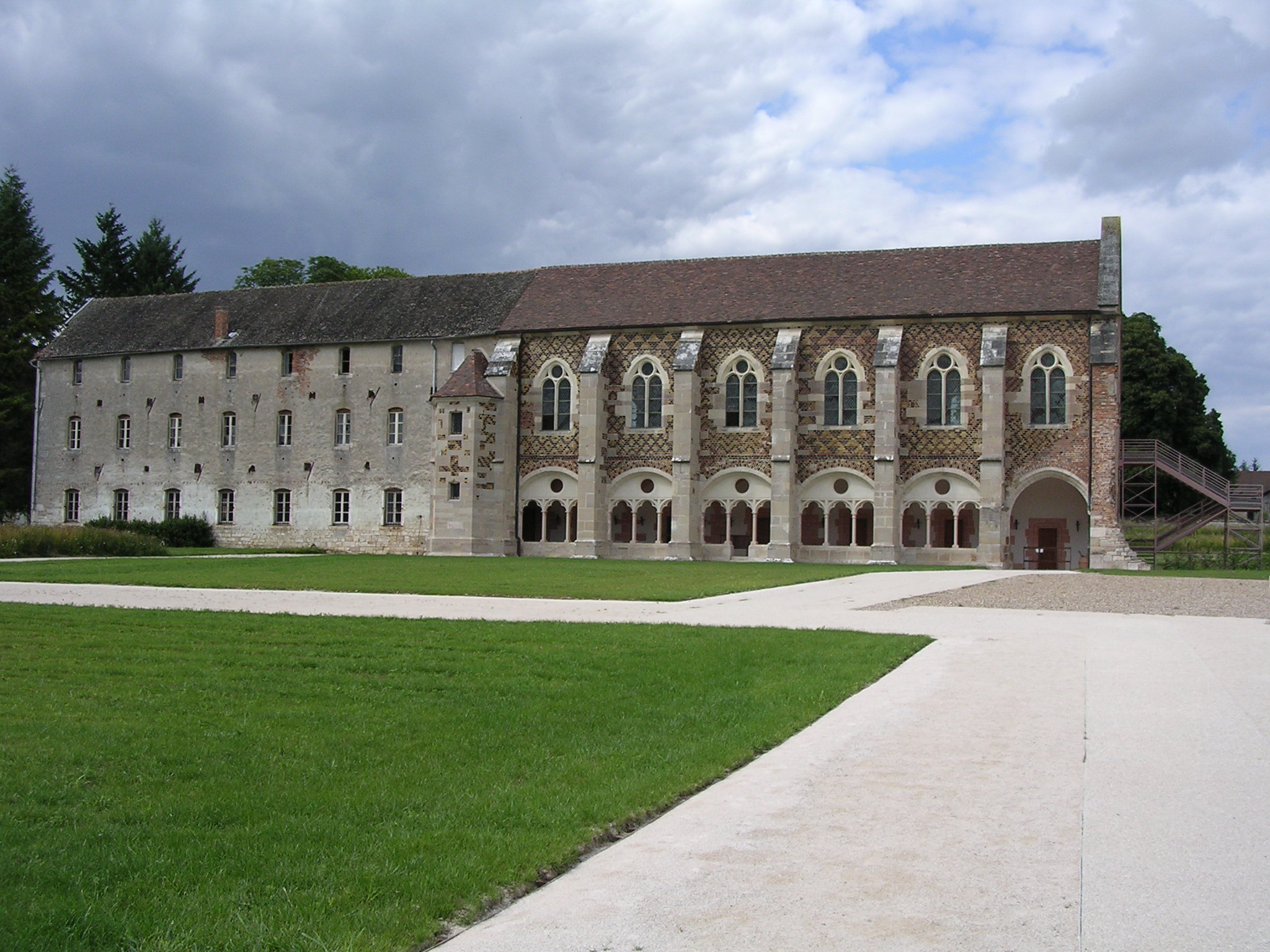
De abdij van Cîteaux, gesticht in 1096.

Er ontstond een nieuwe geestelijkheid die uit het ascetisme voortkwam, die van de monniken. De eerste kloosters ontstonden in Zuid-Gallië en later in Noord-Gallië onder invloed van Ierse monniken. De kloosters creëerden hun eigen microkosmos. Het waren centra van gebed, arbeid en cultuur. Ze oefenden een zekere aantrekkingskracht uit op alle lagen van de bevolking. In de ogen van de leken waren het vaak meer respectabele vertegenwoordigers van God dan de clerus, die tussen het volk leefde. Leken werden steeds vaker betrokken bij het kloosterleven. Ze werden ingezet als conversi, goedkope arbeidslieden. Het werd een gewoonte in de gegoede klasse een van de zonen voor te bestemmen voor een kloosterleven.
In 910 werd de Abdij van Cluny gesticht, die vrij was van wereldlijke macht en bisschoppelijk gezag. Ze viel direct onder de Heilige Stoel. In de jaren erna schikten vele kloosters zich naar het gezag van de abt van Cluny en het klooster groeide uit tot een machtig en rijk instituut. Het bidden voor de zielen van buitenstaanders werd er een veel voorkomende bezigheid en met het verkondigen van godsvredes nam de abdij de plaats in van wereldlijke gezagsdragers. In de 11de eeuw kwam er een reactie op het 'rijke' bestaan van de Cluniacensers. Er kwamen eremietenkloosters, zoals in 1084 te Grenoble (La Grande Charteuse: Kartuizers) en te Citeaux in 1098 (Cisterciënzers), die leefden naar de regel van de heilige Benedictus. Uit de eremietenbeweging groeide ook een ander initiatief, dat van de volkspredikers die rondtrokken en zich kritisch opstelden tegen de rijkdommen van de kerk en de hogere geestelijkheid. Sommigen werden getolereerd door bisschoppen, anderen kregen het etiket ketter opgeplakt.
In 1033 worden in de aantekeningen van monnik Rodulfus Glaber de vroegste historische bronnen aangetroffen die de gewone gelovige beschrijven en die tijdens de massabijeenkomsten naar aanleiding van de 1000-jarige herdenking van het overlijden van Christus in Aquitanië met groot enthousiasme de getoonde relieken aanschouwden.
De Kerk ging steeds meer het dagelijkse leven van het volk bepalen. De Kerk bejubelde het armoede-ideaal en predikte verzoening door lijden, zonder zelf zijn privéleges ter discussie te stellen.

#### Ketters
Een nieuwe vijand van de kerk werd de ketterij. Er ontstonden sektes die zich beriepen op de armoederegel en de Kerk bekritiseerden. Onder andere was er de Waldenzische beweging in Lyon. Deze kon op zeer veel bijval rekenen, zelfs binnen de Kerk, maar uiteindelijk leidde de kritische houding tegenover de gevestigde orde tot een veroordeling door paus Lucius III op het concilie van Verona in 1184. Dit betekende niet dat de Waldenzers onmiddellijk monddood werden gemaakt. Nadat ze uit de stad verdreven waren, verspreidden ze zich. Ze werden "de armen van Lyon" genoemd.
Een andere groep gelovigen die in opstand kwam tegen de Kerk en haar verworven privéleges en rijkdommen waren de Katharen. Zij noemden zich de enige leerlingen van Christus en om tot Hem te komen, zo leerden zij, moest de mens zich geheel van zijn aardse natuur ontdoen en in een staat van zuiverheid geraken. Vandaar de naam Katharen (van het Griekse zuiveren) die in de 12de eeuw evenzeer gevreesd en verafschuwd waren. Om niet gekende redenen concentreerden ze zich vooral in het graafschap Toulouse en in de streek van Albi, vandaar ook de naam Albigenzen. Van 1226 tot 1229 werden zij tijdens de Albigenzische kruistocht in Languedoc vervolgd op verzoek van paus Innocentius III. Noord-Franse edelen bekampten Zuid-Franse edelen met goeddunken van Rome. Achteraf leidde dit tot de incorporatie van het gebied. Daarna volgde een jarenlange goed georganiseerde inquisitie tegen het Katharengeloof. Deze had tot taak de Katharen op te sporen, te verhoren en te vonnissen. Hiervoor werden diverse handleidingen op schrift gesteld.

#### De kruistochten

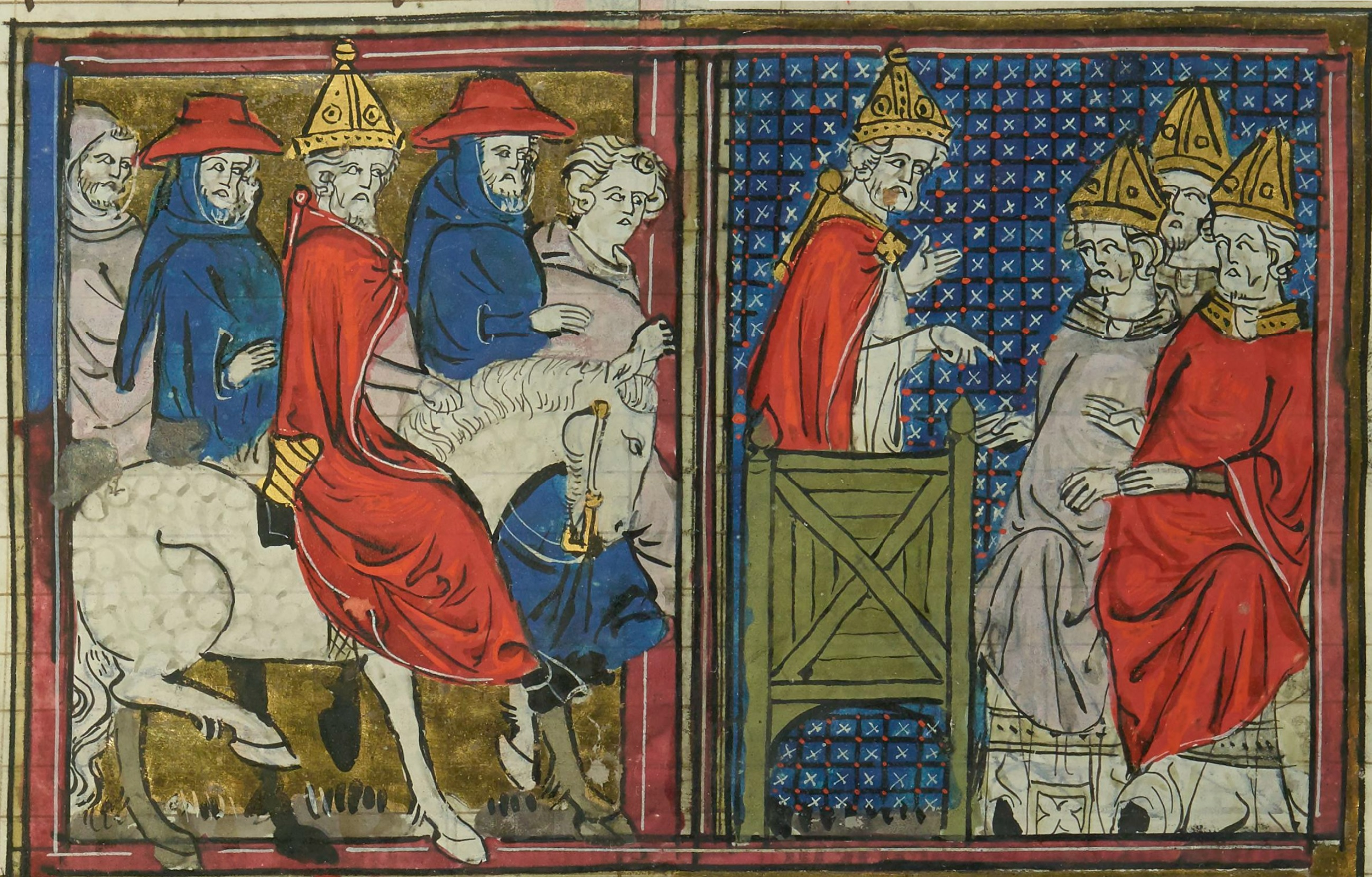
Paus Urbanus II tijdens de Synode van Clermont in 1095.

In 1095 riep paus Urbanus II op tot een pelgrimstocht (zoals de eerste kruistocht werd genoemd) naar Jeruzalem tijdens een concilie te Clermont. Hij kreeg direct gehoor en onder andere Adhemar van Monteil vroeg of hij mocht deelnemen. De kruistocht werd zowel in het noorden van Frankrijk met Peter de Kluizenaar, als in het zuiden met graaf Raimon IV van Toulouse opgevolgd. Samen met niet-Frankrische pelgrims werd naar Jeruzalem opgetrokken om de stad te bevrijden van moslims. De kruistochten kanaliseerden het strijdgeweld van de ridderklasse. De kerk riep ze op om hun krachten te wijden aan de bescherming van hun geloofsbroeders. De vooropgestelde beloning was een volle aflaat ter vergeving van hun zonden. De oproepen leidden tot massale wervingscampagnes die clichématige vijandsbeelden gebruikten om mensen te mobiliseren.
De tempeliers, ridders van de kerk stichtten rond 1140 l'enclos du temple, een stad in de stad Parijs met vele voorrechten en kerkelijke bescherming. Overal in het Franse rijk vestigden zich tempeliers. Ze vergaarden veel rijkdom en onderhielden een goede relatie met het hof. Filips de Schone onderhield aanvankelijk goede relaties met de tempeliers van Parijs. Er waren echter plannen om de orde van de tempeliers en de orde van de hospitaalridders samen te voegen en dit zou, zo meldt een memorandum van Jacques de Molay, de nieuwe orde dermate sterk maken dat ze haar rechten tegen eender wie kon verdedigen. De paus stuurde aan op zo'n fusie. De tempeliers werden op 13 oktober 1307 gearresteerd op initiatief van Filips IV de Schone. In de volgende jaren werd over het lot van de tempeliers een machtsspel gespeeld tussen Filips IV de Schone en de paus. Historici zijn het hier niet eens over de precieze rol van beide heersers. Uiteindelijk werden op 19 maart 1314 de leiders van de tempeliers veroordeeld tot een eeuwige gevangenisstraf door een commissie van kardinalen. Daarop liet Filips IV de Schone – nadat ze hun bekentenis herroepen hadden – De Molay en Charney samen met 37 medebroeders levend verbranden. Ook in andere Franse steden werden de tempeliers opgepakt en vervolgd. Filips IV de Schone wilde de vernietiging van de tempel, maar zijn vroegtijdige dood voorkwam dat.

### Het Gallicanisme

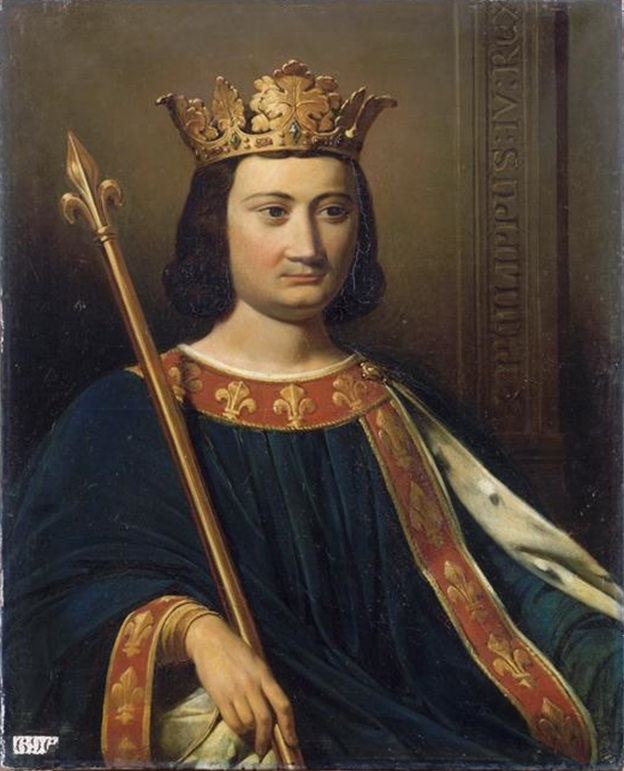
Koning Filips IV van Frankrijk (Filips de Schone) stelde de pauselijke onfeilbaarheid aan de orde.

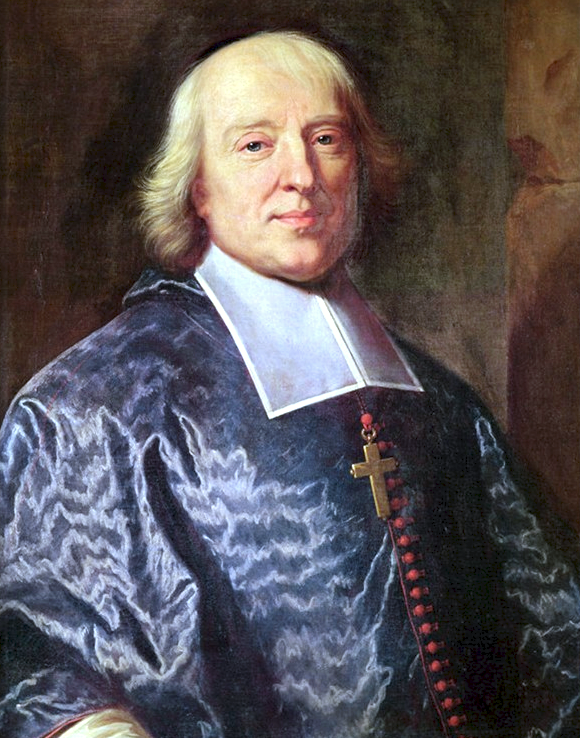
Bisschop Jacques-Bénigne Bossuet (1627–1704) beknotte in 1682 de macht van de Heilige Stoel.

Het Gallicanisme of het streven van de Franse kerk naar een autonomie, onafhankelijk van Rome, begon met de tegenstellingen tussen koning Filip de Schone (1268–1314) en paus Bonifatius VIII. De Franse koning stelde dat zijn rechtspraak boven de spirituele oordelen van Rome stonden. De paus publiceerde op 8 november 1302 de bul 'Unam sanctam' waarin hij beval dat alle mensen zich moeten onderwerpen aan de Romeinse paus om zo verlossing te bereiken. Hierop stuurde Filip de Schone Guillaume de Nogaret naar Rome die de paus gevangennam op beschuldiging van godslaster en ketterij. Filips de Schone voerde in die tijd een strijd tegen de tempeliers (zie hierboven). De paus overleed kort daarop. Diens opvolger Benedictus XI hief de sanctie tegen Filip de Schone op en Nogaret werd weer in de kerkgemeenschap opgenomen. Daarna slingerde de Franse Kerk eeuwenlang heen en weer tussen pauselijke gehoorzaamheid en het opbouwen van eigen bevoegdheden, veelal aangestuurd door Franse vorsten.
In de 15de eeuw groeide de macht van het Franse koningshuis. Rome kon sinds het westerse schisma zijn autoriteit niet laten gelden. Met de pragmatieke sanctie van Bourges (7 juli 1438), uitgevaardigd door koning Karel VII, ging Frankrijk verder de weg op van het gallicanisme. De Franse Kerk viel rechtstreeks onder het gezag van de koning.
Het Gallicanisme kende een nieuw hoogtepunt onder koning Lodewijk XIV. Bisschop Jacques-Bénigne Bossuet (1627–1704) stelde in 1682 de Gallicaanse Artikelen op die het pauselijk gezag beperkten tot spirituele aangelegenheden en de macht van de Franse kerk boven die van Rome stelden. Paus Alexander VIII (1689-1691) verwierp deze en oefende voldoende druk uit opdat Lodewijk XIV ze introk. Ze bleven echter wel tot 1789 geregistreerd in de akten.

### De Reformatie

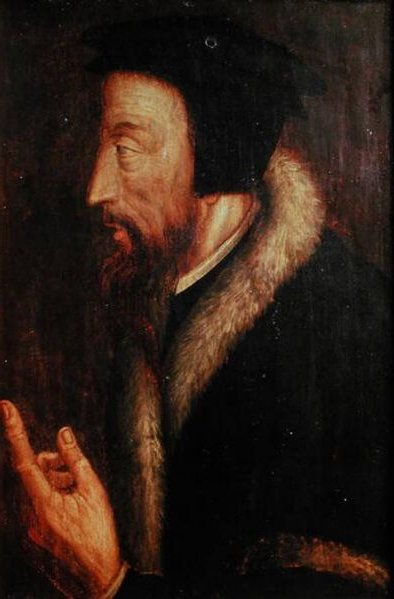
Johannes Calvijn, geboren in Noyon (1509), verbleef een belangrijk deel van zijn leven in Genève.

In het begin van de 16de eeuw ontstond er een klimaat van weerstand tegen de heersende clerus. Omstreeks 1510-1520 vormde zich een stroming die de zuiverheid van het evangelie predikte, een sobere lijn die diametraal tegenover het luxueuze leven van de katholieke praktijk stond. Deze gedachte werd gesteund door de zus van de koning, Margaretha van Navarra.
In 1519 bereikten de eerste geschriften van Maarten Luther Parijs. In de nacht van 17 op 18 oktober 1534 werden in Parijs, tot op de deur van de koning, aanplakbiljetten opgehangen met forse kritiek op de eucharistie. Na deze affaire des placards volgden arrestaties en veroordelingen.

#### Johannes Calvijn
De ideeën van Luther inspireerden de Franse jurist Johannes Calvijn (1509-1564), die de basis legde van een nieuwe stroming: het calvinisme. Oorspronkelijk verdedigde hij het lutheranisme om vervolgens zijn eigen doctrine uit te werken. In 1536 verscheen de eerste versie van zijn belangrijkste werk 'Institutio Christianae Religionis'. Daarin stelde hij de gebruiken van de clerus aan de kaak. Calvijn onttrok God aan het katholieke gesjacher; de handel in aflaten en de koopbare zaligheid. Deze tweede stroming tijdens de reformatie had aanvankelijk een beperkte aanhang in Frankrijk. Het succes was groter in Zwitserland, de Nederlanden en Schotland.
De eerste protestantse gemeente op Frans grondgebied werd Meaux. Bisschop Briçonnet was korte tijd de beschermer van de protestanten, maar bekeerde zich opnieuw tot het rooms-katholicisme. Er waren sporadische terechtstellingen van lutheranen, maar koning Frans I was vrij onverschillig in het handhaven van de katholieke belangen. Koning Hendrik II, zijn opvolger, was effectiever in de vervolging. In de eerste drie jaar van zijn regering waren er omstreeks 500 bevelen tot inhechtenisneming en 60 doodvonnissen. Een koninklijk besluit uit 1551 verplichtte iedereen aangifte te doen van protestanten. De verklikker werd beloond met een derde van diens bezittingen. Het leidde tot de eerste protestantse vluchtelingen.

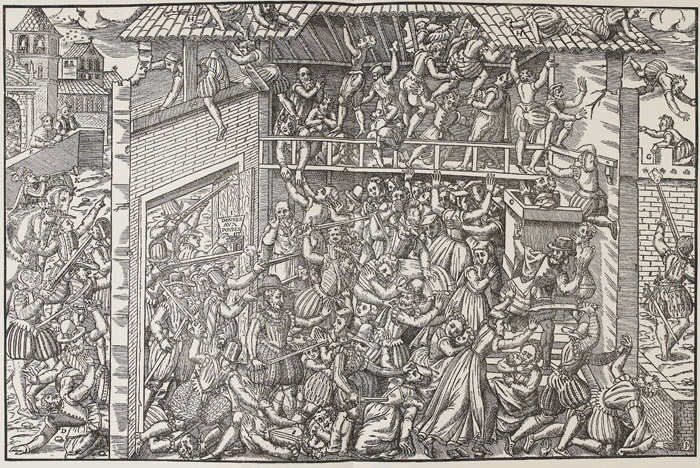
Het Bloedbad van Wassy op 1 maart 1562, ets uit 1569 (anoniem).

In 1559 was er een eerste protestantse nationale synode met vertegenwoordigers uit 72 Franse evangelische gemeenten. Er ontstond een generatie geestelijken die niet voortgekomen was uit katholieke seminaries.
Na de dood van Hendrik II in 1559 ontstond er een strijd om de macht. In 1560 was er een door de protestanten uitgevoerde moordpoging op hertog Frans van Guise in Amboise. De daders werden voor het slot opgeknoopt.
Het bloedbad van Wassy (1 maart 1562), waarbij 23 mensen gedood werden bij een protestantse ceremonie, was de aanleiding tot de eerste dertigjarige godsdienstoorlog tussen protestanten en rooms-katholieken. In deze strijd konden geen van beide partijen hun doelstellingen verwezenlijken. Vooral in het zuiden van Frankrijk kreeg het protestantisme vaste voet aan de grond, terwijl het noorden overwegend katholiek bleef. Tijdens die periode waren er tientallen edicten die concessies beloofden aan de protestanten. Maar er waren evenzeer zeer bloedige confrontaties, zoals de Bartholomeusnacht van 24 augustus 1572, waarin op bevel van het hof alle protestanten in Parijs vermoord werden. Later volgden andere steden.

#### Edict van Nantes

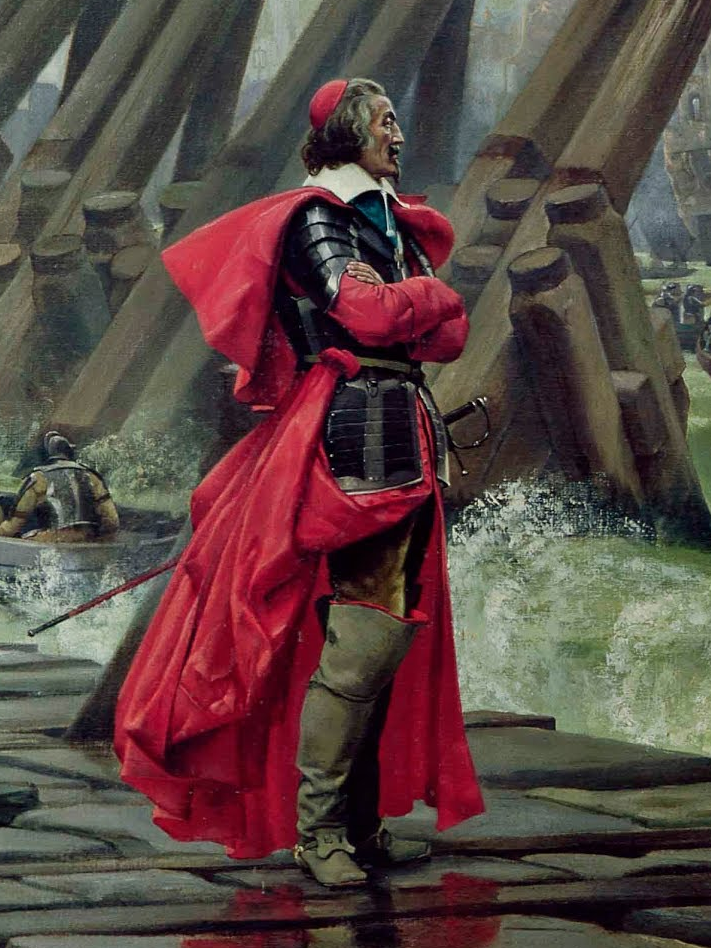
Kardinaal de Richelieu tijdens het Beleg van La Rochelle (1627-1628). Detail van een schilderij van Henri Motte uit 1881.

In 1598, onder koning Henrik IV, kregen de protestanten, ook Hugenoten genoemd, rechten toebedeeld in het Edict van Nantes. Bepaald werd dat de protestanten hun geloof mochten belijden in de daartoe in gebruik zijnde kerken, in kastelen van de protestantse adel en in één stad per district (met uitzondering van Parijs). Verder werden hen burgerrechten gegarandeerd. Dat betekende niet dat de protestanten door iedereen gerespecteerd werden. Aanvankelijk waren er diverse acties tegen de protestanten. La Rochelle, van oudsher een protestants bolwerk en een vrij autonome stad, werd door kardinaal Richelieu, eerste minister onder koning Lodewijk XII, verplicht tot de overgave. Hij omsingelde de stad in 1627 en pas in oktober 1628 gaven de overblijvende 5000 inwoners zich over. Richelieu stelde in 1629 de Vrede van Alais op, waarin hij de hugenoten hun militaire mogelijkheden afnam in ruil voor amnestie voor de opstandelingen.
In bepaalde gebieden behoorden de Hugenoten tot de elite. De afgunst van de katholieken was groot. Er werd druk uitgeoefend (uit militaire hoek) op de protestanten om zich te bekeren. Dit leidde tot de dragonnades, een actie waarbij militairen in huizen van Hugenoten werden ondergebracht. De rol van de koning was hierin beperkt. Hij had geen controle over deze escalatie van geweld.

#### Edict van Fontainebleau
Het edict werd in 1685 herroepen door dat van Fontainebleau. Koning Lodewijk XIV beval de afbraak van protestantse kerken en stelde een verbod in de protestantse godsdienst te belijden. Het was een poging eenheid in zijn rijk te bewerkstelligen, maar de buurlanden – met Engeland en het Habsburgse rijk voorop – reageerden negatief.
Ondanks een verbod het land te verlaten, vluchtten grote groepen protestanten naar het buitenland, onder andere naar de Nederlanden. De omvang van deze exodus is moeilijk in te schatten. De historici Didier Boisson en Hugues Boisson schatten het aantal vluchtelingen in de periode 1680-1715 op 150.000 tot 180.000 personen. De emigratie betekende voor Frankrijk een groot verlies aan intellect en vakmanschap.
Hoewel de protestanten numeriek altijd een kleine minderheid in Frankrijk vormden (tot maximaal 10% van de bevolking in het zuiden), zorgden ze voor een enorme tegenreactie van de burgerlijke en rooms-katholieke gezagsdragers. Hun verzet en de burgeroorlogen die tussen protestanten en rooms-katholieken gevoerd werden, eisten de levens van 33.000 edelen en 10.000 geestelijken.

#### De Jansenisten
Het was ook in die tijd dat de Jansenisten, volgelingen van de leer van Cornelius Jansenius, meer aanhang en politieke invloed kregen. Ze wilden terug naar de essentie van het geloof; bidden en werken. Het verwerpen van de pauselijke onfeilbaarheid en het ter discussie stellen van de Onbevlekte Ontvangenis van Maria werd door paus Clemens XI als ketters bestempeld. Vooral de jezuïeten bestreden het Jansenisme. In 1709 moest het klooster van Port-Royal, een centrum van Jansenisten, sluiten. Het werd in 1710 gesloopt in opdracht van koning Lodewijk XIV. In 1712 werd het Jansenisme voor een derde maal scherp veroordeeld in een pauselijke bul. Vele Franse Jansenisten vluchtten daarop naar de Nederlanden.

### De Franse revolutie
Met de Franse revolutie kwam er een ander bewind aan de macht. Met de verklaring van de rechten van de mens en de burger werd het vrijheidsprincipe ingevoerd. Iedere burger was vrij in zijn godsdienstbeleving.
De Nationale Grondwetgevende Vergadering besloot in november 1789 dat de kerkelijke bezittingen geconfisqueerd werden. De uitgave van papiergeld werd gedekt met de opbrengsten van de verkoop van kerkelijke bezittingen. In juni 1790 volgde dan een "burgerlijke inrichting van de geestelijkheid", waardoor pastoors en bisschoppen democratisch werden verkozen, zonder inmenging van Rome.
Paus Pius VI veroordeelde deze wet en dit leidde tot een breuk in de Franse kerk. Een deel van de clerus verzette zich daartegen.
Naarmate de revolutie radicaler werd, nam die een zeer antichristelijke vorm aan waarbij kerken vernield werden en weerspannige pastoors opgepakt. Sommige bronnen spreken van 7.000 geestelijken die werden vermoord en 30.000 die Frankrijk moesten ontvluchten.
In de winter van 1793 op 1794 leken binnen enkele maanden vele Fransen hun geloof af te zweren. Een zeer actieve revolutionaire minderheid slaagde erin om velen van het wereldlijk ideaal waarin ze geloofden te overtuigen. De meest extreme revolutionairen verkondigden een antireligieuze zienswijze. Zo ontstond een eredienst van de Rede (culte de la Raison).
Maximilien de Robespierre, die als aanhanger van Jean-Jacques Rousseau het atheïsme verwierp, probeerde het christendom te vervangen door een eredienst van het Opperwezen (Culte de l'Etre suprème), met hemzelf als hogepriester, maar die cultus verviel meteen na zijn val in 1794.
De ommekeer bij het gewone volk was van korte duur. Al vanaf 1797 gingen in Parijs de eerste privékapellen weer open. De rooms-katholieke onderwijsinstellingen hervatten ook vrij spoedig hun taken. De intelligentsia daarentegen las de encyclopedie van Diderot en d'Alembert. In deze kringen werd gemakkelijker afstand gedaan van het traditionele christelijke geloof. Bij anderen bleef er blijkbaar toch behoefte aan een godsbeeld. Er groeiden burgerlijke godsdiensten en in vele gevallen kwam daar ook het geloof in een leven na de dood bij te pas.
Daarnaast ontstond er ook een nieuw humanisme en het besef dat er na dit aardse leven geen vervolg komt. De voorvechters van de revolutie, met onder anderen Saint-Just, creëerden hun eigen nieuwe wereld: Een nieuwe kalender (het jaar 1792 werd het jaar 1), nieuwe maten, dorpen en steden werden omgedoopt. Vooraanstaande figuren als Holbach (1723-1789) werden atheïst. De deïstische werken van Voltaire en Rousseau waren populair onder de revolutionairen.

### Het concordaat

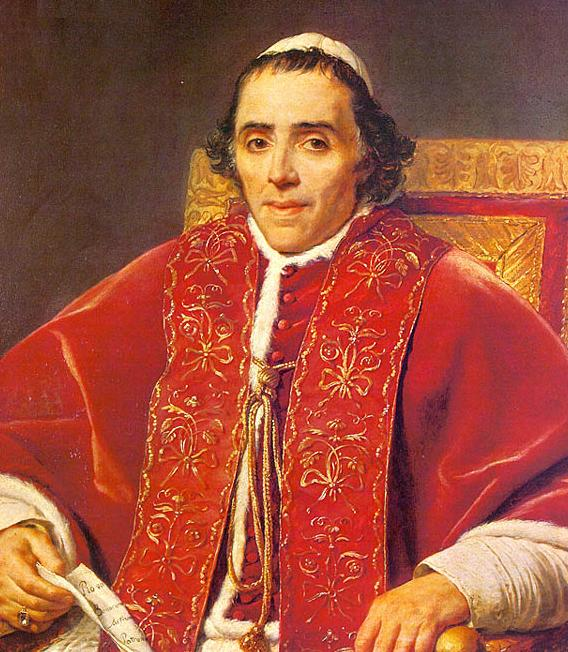
Paus Pius VII zalfde Napoleon Bonaparte en werd later zijn gevangene.

Het concordaat was een overeenkomst tussen Napoleon Bonaparte, in hoedanigheid van eerste consul van Frankrijk en paus Pius VII (1740-1823), gesloten op 15 juli 1801. Het moest een einde maken aan de vele conflicten tussen de Heilige Stoel en de Franse staat. De eis van het Vaticaan om het rooms-katholicisme in Frankrijk tot staatsgodsdienst te maken werd niet ingewilligd. Wel verklaarde Napoleon het rooms-katholicisme tot 'godsdienst van de meerderheid der Fransen'. Hij liet toe de Rooms-Katholieke Kerk te subsidiëren, maar ook de protestantse kerken en het jodendom. Het concordaat voorzag in een herindeling van de bisdommen in Frankrijk. Alle bisschoppen (zowel deze nog officieel in functie als deze in ballingschap) moesten aftreden. Deze directe tussenkomst vanuit Rome introduceerde opnieuw het Pauselijke gezag bij het episcopaat en beëindigde het tijdperk van het gallicanisme.
38 van de 81 bisschoppen weigerden af te treden en stichtten ‘la petite église’ (vertaling : de kleine kerk). Deze afscheuring bestaat tot op vandaag en verzet zich tegen het gezag van de paus.
Sinds het concordaat moesten de bisschoppen zich schikken naar de richtlijnen van Rome, maar werden ze nog steeds benoemd door de Franse overheid. Vele benoemingen waren het resultaat van complexe onderhandelingen tussen de kerkelijke en civiele overheid.
De bisschoppen werden benoemd op voorstel van een minister. Vaak waren er aanbevelingen van hooggeplaatste politieke figuren en van reeds geïnstalleerde bisschoppen. Er was steeds een akkoord nodig van de pauselijke nuntius. Deze werkwijze gaf aanleiding tot vele conflicten: Vele antiklerikale republikeinen waren verantwoordelijk voor de handhaving van het concordaat.
Napoleon bepaalde eenzijdig in april 1802 de zogenaamde ‘organieke’ artikelen die bepalen dat het Vaticaan geen inspraak meer had in de benoeming van bisschoppen, opnieuw een gallicaanse maatregel. Dit paste in Napoleons strategie om het Franse rijk stabieler te maken. De kerk moest zich schikken naar de staatsbelangen. In 1806 moest de kerk een rijkscatechismus verspreiden waarin het ideaal van totale onderwerping aan de keizer bijgebracht werd.
De periodes waarin het land een republiek werd (1848-1851 en vanaf 1870) maande ze aan tot inschikkelijkheid en integratie of ging ze in het defensief. In de periodes dat er koningen en keizers regeerden schikten ze zich naar zijn orders die meestal in het voordeel spraken van een uniforme katholieke godsdienst. De clerus bleef in de 19de eeuw belangrijke machtsposities bekleden.
Bij het volk verloor de Kerk echter terrein. Tussen 1780 en 1810 verloor ze 45% van haar aanhang. De geestelijken waren steeds beter opgeleid en vormden een eigen elite die verderaf stond van de basis.
In 1872 noemt 98% van de Fransen zich rooms-katholiek, maar in feite is het een 'seizoenskatholicisme'; enkel bij geboorte, communie, huwelijk en overlijden begaf men zich naar de kerk. Het praktiseren is zeer streekgebonden (waarbij de Parijzenaars het minst kerkelijk zijn en in Bretagne het meest). Drie op de vier praktiserende gelovigen zijn vrouwen.

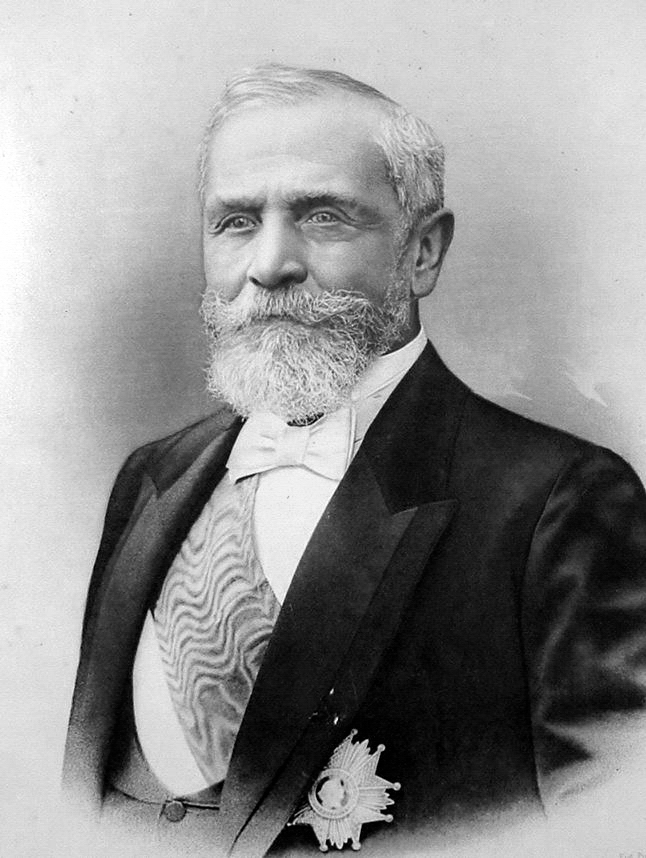
Onder het presidentschap van Émile Loubet zette Frankrijk de stap naar de scheiding tussen kerk en staat.

### Lekenstaat
De wet van 9 december 1905 voerde de scheiding van kerk en staat in. Daardoor werd Frankrijk sinds 1 januari 1906 een lekenstaat (État laïc). De wet houdt in dat de republiek geen godsdiensten erkent, bezoldigt of subsidieert. Geestelijken worden in de praktijk vooral betaald door giften van de gelovigen.
Alle kerkgebouwen die in 1905 bestonden (en dat zijn er tienduizenden), bleven openbaar eigendom. De overheid onderhoudt ze en stelt ze gratis ter beschikking van de eredienst. Ook geestelijke aalmoezeniers in het leger en gevangenissen worden door de staat bezoldigd.
In Elzas-Lotharingen dat van 1871 tot in 1918 tot het Duitse Keizerrijk behoorde, bleef het concordaat van kracht. Ook vandaag nog worden de katholieke, protestantse en joodse geestelijken daar door de staat betaald. De bisschoppen aldaar (van Straatsburg en Metz) worden – althans formeel – door de Franse president benoemd en er is godsdienstonderwijs op de openbare school.

### Positie van Joden in Frankrijk

#### Voor de Franse revolutie

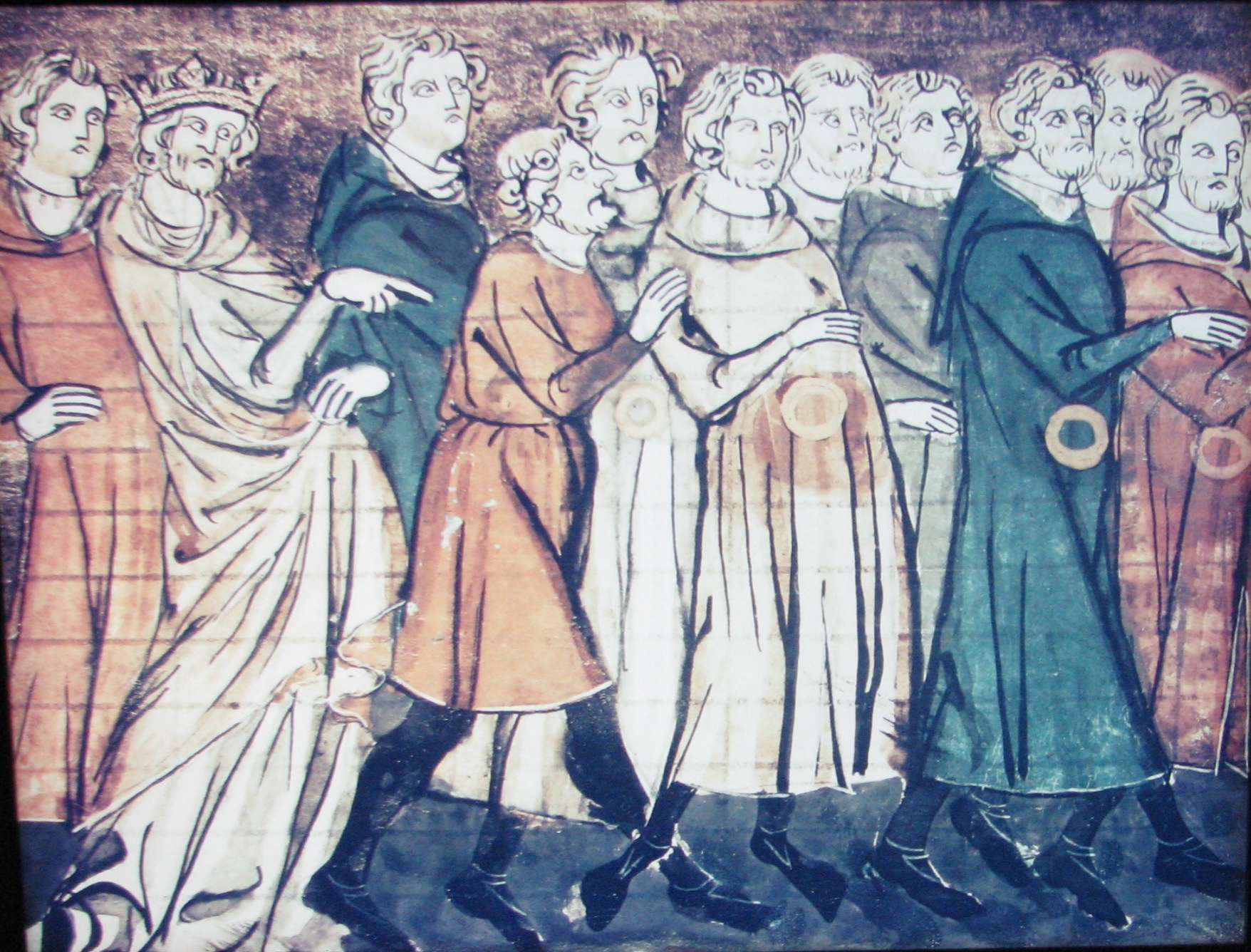
De Joden worden in 1182 verdreven uit Frankrijk.

De Joodse gemeenschap in Frankrijk was steeds een minderheid binnen de Franse bevolking. De oudste bronnen spreken van een Joodse ethnarch Archelaüs in Vienne in het jaar 6. Er wordt aangenomen – op basis van de vindplaats van historische Joodse attributen – dat in deze periode de Joodse gemeenschap in de Rhônevallei verbleef. In de eerste tien eeuwen van onze jaartelling leefden de Joden op vrij minzame voet met de rooms-katholieken. In de Karolingische periode waren er goed bevolkte rabbijnenscholen.
De eerste kruistochten wakkerden de eerste anti-Joodse gevoelens aan. In de 11de eeuw is er sprake van vergeldingsacties tegen Joden. Die konden – in tegenstelling tot rooms-katholieken, die het verboden was – geld uitlenen en hiervoor rente vragen. De eerste bankiers in Frankrijk waren Joden. Dit bracht hen rijkdom en er groeide een intellectuele Joodse klasse.
Op 10 maart 1182 vaardigde koning Filips II van Frankrijk (1180-1223) een edict uit dat alle Joodse eigendommen verbeurd verklaarde en alle Joden beval het grondgebied te verlaten. In 1198 riep hij de Joden terug, vermoedelijk om economische redenen. Elke Joodse geldtransactie werd belast.
In 1269 verplichtte koning Lodewijk IX de Heilige (1215-1270) de Joden een geel lintje als merkteken te dragen, een besluit dat steunde op het Vierde Lateraans Concilie (1215).
Filips De Schone (1285-1314) was ongetwijfeld de meest repressieve koning tegen de Joden. De immers lege schatkist dwong hem het geld te zoeken waar het te vinden was: bij de Joden. In 1292 hief hij een nieuwe belasting bij de Joden, in 1295 legde hij beslag op hun bezittingen die ze konden terugkopen. In 1306 besloot hij de Joden te verdrijven uit zijn rijk. Volgens de Jewish Encyclopedia verlieten 100.000 Joden het grondgebied. Later mochten ze terugkeren.
In 1394, onder Karel de Waanzinnige (1380-1422), kwam er een definitieve verdrijving. De Joden vluchtten naar het zuiden, onder andere naar het graafschap Venaissin en de pauselijke gebieden rond Avignon. Het Joodse leven zou pas na de Franse revolutie hervatten in Frankrijk. De gebieden die nu tot Frankrijk behoren, maar toen nog niet, herbergden wel Joodse samenlevingen: Elzas, Metz, Lorraine, Savoie, Provence, Avignon en het graafschap Venaissin. Op vele plaatsen achtervolgde de inquisitie de Joden, wat leidde tot latere deportaties. Toch konden bepaalde Joodse groepen overleven, onder meer in Nice.
De Joden leefden in ghetto's (Juiveries), een manier van leven die ze historisch gewoon waren omdat ze op de sabbat een eredienst vieren waarbij minimaal tien mannen aanwezig moeten zijn. Het is hen bovendien verboden om op de sabbat zich anders dan te voet te verplaatsen.

#### Situatie na 1789

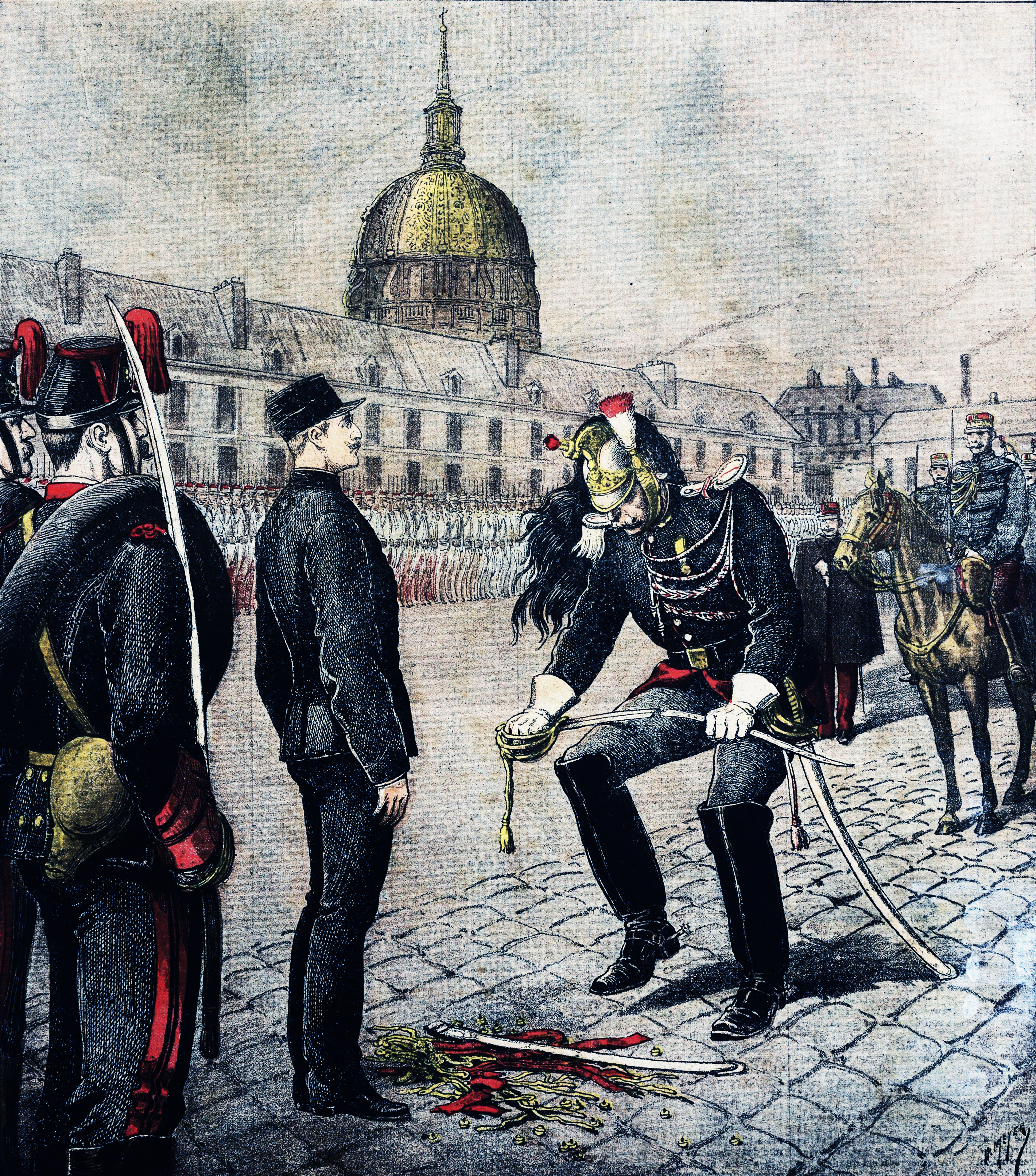
De demotie van Alfred Dreyfus.

De Franse revolutie en het concordaat leverden een belangrijke bijdrage aan de Joden in Frankrijk. Toch sluimerde het antisemitisme in bepaalde rangen. Tijdens de Dreyfusaffaire werden de tegenstellingen opgedreven. Alfred Dreyfus (1859-1935), een Frans-Joods legerofficier werd op basis van twijfelachtige argumenten tot levenslange gevangenisstraf veroordeeld. De beschuldiging luidde: spionage voor de Duitsers. Zijn rechtszaak werd aangegrepen door politiek rechts en de Rooms-Katholieke Kerk om de Joden als samenzweerders te bestempelen die het prestige van Frankrijk wensten te ondermijnen. Links Frankrijk, onder wie de schrijver Émile Zola (1840-1902) met zijn open brief j'accuse ("ik beschuldig"), trok de beschuldiging in twijfel. In 1899 werd de zaak heropend en werd Dreyfus opnieuw schuldig bevonden. Pas in 1906 werd hij definitief vrijgesproken en kon hij opnieuw zijn plaats in het leger innemen. Deze affaire verdeelde Frankrijk in twee kampen en zou mede oorzaak zijn geweest van de wet van 1905.
Net zoals in de rest van Europa groeide het antisemitisme in Frankrijk tijdens het interbellum. De bezetting van Frankrijk door de nazi's tijdens de Tweede Wereldoorlog leidde tot deportaties van Joden. Het Vichy regime leverde Joden uit aan nazi-Duitsland, een gegeven dat lang zeer omstreden was en pas in 1995 door de Franse overheid bij monde van president François Mitterrand (1916-1996) werd erkend. Een kwart van de Joodse bevolking in Frankrijk werd tijdens de Tweede Wereldoorlog uitgeroeid.

### Positie van de islam in Frankrijk

#### Eerste moslims in Frankrijk
De eerste moslimaanwezigheid in Frankrijk dateert van het begin van de 8e eeuw. De moslims kwamen via de Pyreneeën het Frankische rijk binnen en werden door Karel Martel verslagen nabij Toulouse (733).
De Saracenen bleven in deze gebieden wonen in enclaves. Ze werden beschouwd als indringers. De strijd van de Franken om deze bevolking uit de Provence te verdrijven laaide regelmatig op en kende een hoogtepunt tijdens de slag van Tourtour (973). Willem I van Provence (955–993) besloot de Saracenen aan te vallen naar aanleiding van de ontvoering van de abt van Cluny. Na vijf veldslagen werden ze definitief in Tourtour verslagen.
Het kasteel van Fraxinet werd opnieuw ingenomen door de Franken (895) en daarmee verdween de moslimaanwezigheid voor twee eeuwen uit Frankrijk. Voortaan waren er enkel handelscontacten. Door de kruistochten waren er weer meerdere (militaire) contacten met de islamgemeenschap.

#### De islam: snelst groeiende religie in huidig Frankrijk

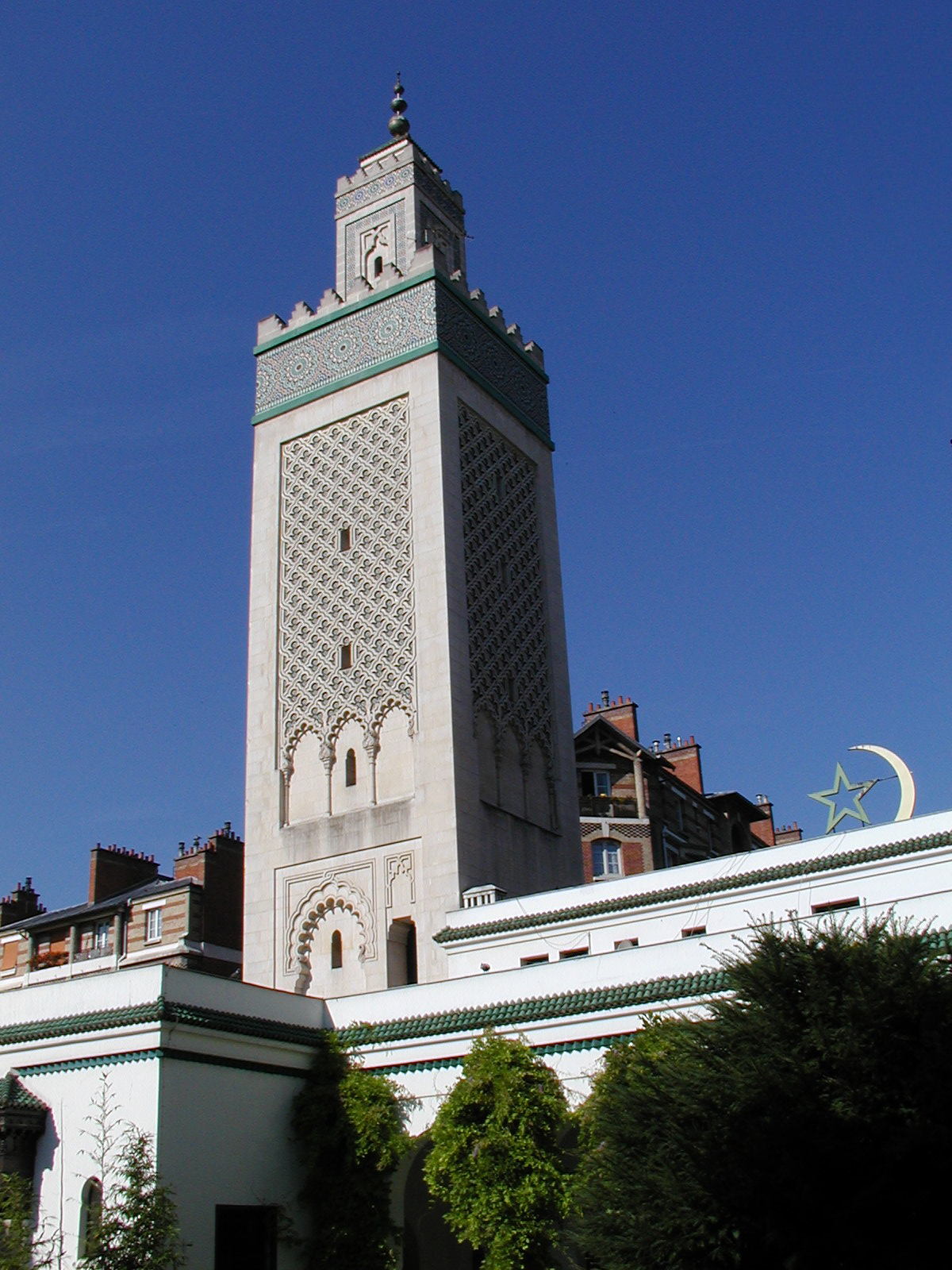
De Grote Moskee van Parijs.

Begin 20ste eeuw en later in de jaren 60 was er een economische migratie vanuit Noord-Afrika (aanvankelijk vooral uit Algerije). Frankrijk had werkkrachten nodig voor onder andere zijn openbare infrastructuurwerken (aanleg autostrades) en de bouw van appartementsgebouwen. De immigranten vestigden zich in stedelijke gebieden, behielden hun gewoonten en religie en bouwden moskeeën.
Volgens een studie van het Pew Reasearch Center waren er in 2010 4.710.000 moslims in Frankrijk (7,5% van de Franse bevolking) en is de islam de snelst groeiende religie van het land. Het centrum voorziet een groei tot 6.860.000 moslims in 2030, ofwel naar ruim 10% van de Franse bevolking.
Volgens het Franse Ministerie van Binnenlandse Zaken hebben 100.000 Fransen zich bekeerd tot de islam. De overheid stelde een aanzienlijke stijging vast sinds 1986. Moslimgemeenschappen geven cijfers van 200.000 tot 1.000.000 bekeerlingen. Men stelt wel een wijziging vast in het praktiseren van hun geloof; jonge moslims zijn minder actief in hun geloofsbeleving. Volgens een steekproef van CSA-La Vie in 2006 ging 49% van de moslims nooit naar de moskee en 88% respecteerde de vastenregel, evenals het gebed en de opgelegde liefdadigheidswerken tijdens de ramadan.
Moslimkinderen krijgen in privéscholen onderricht over hun religie. Frankrijk telt ongeveer 2100 imans, waarvan 75% van niet-Franse origine.
De meeste moslims wonen in de grote agglomeraties, zoals Rijsel, Lyon, Marseille, Parijs en Straatsburg.
Net als in andere Europese landen groeide er de laatste decennia een antimoslimsentiment binnen bepaalde rechtse kringen. De rechtse partij Mouvement National Républicain (MNR) kwam bij de verkiezingen van 2004 met de slogan 'Neen aan de islam'. Sociologen halen aan dat de moslimaanwezigheid in Frankrijk een gevolg is van economische migratie en niet van een religieuze bekeringsdrift.

### De ontkerkelijking na 1945
Sinds de Tweede Wereldoorlog kent men in Frankrijk een sterke ontkerkelijking van rooms-katholieken en een verhoogde aanwezigheid van moslims en leden van de Evangelische Kerk ten gevolge van de immigratie. Binnen de Rooms-Katholieke Kerk winnen de aanhangers van de traditionele lijn aan belang en invloed.
De terugloop van het kerkbezoek en de kerkelijke gezindheid constateert men sinds de jaren 60. Vooral bij de jongeren is de achteruitgang het sterkst. Slechts 7% van de 18- tot 24-jarigen zegt rooms-katholiek gelovig te zijn. Men neemt ook een nieuwe aangroei waar in bepaalde regio’s, zoals in Oost-Parijs. De Christenen groeperen zich en er worden hogere geboortecijfers vastgesteld. 5% van de Fransen geeft aan nog wekelijks naar de kerk te gaan en 52% zegt in het bestaan van God geloven.
Niettegenstaande de verdere secularisering van Frankrijk en de toenemende invloeden van andere godsdiensten, blijft de rooms-katholieke traditie sterk ingeworteld in de Franse cultuur: 90% van het privéonderwijs is rooms-katholiek. De Franse feestdagen zijn gebaseerd op de religieuze feestdagen en de kathedralen en kerken behoren onmiskenbaar tot het culturele erfgoed. Vele Franse steden en gemeenten, pleinen en straten zijn vernoemd naar rooms-katholieke heiligen.
Het aantal Fransen dat zegt ongelovig te zijn, steeg van 10% in 1980 tot 35% in 2012.
In 1978 kwam er een wet die het de Franse overheid verbiedt inwoners te vragen naar hun religieuze voorkeur. Op die manier wil de overheid de vrijheid in geloofskeuze versterken en vermijden dat religieuze overtuiging mee bepalend kan zijn in de relatie van de Fransen tot hun overheden. In 2004 werd een wet van kracht die het verbiedt om zichtbare religieuze symbolen te dragen in publieke scholen. In 2010 kwam er een wet die het bedekken van het gezicht in de publieke ruimte verbiedt.

## Statistische gegevens
Er zijn meerdere instituten die in en buiten Frankrijk onderzoek doen naar de kerkelijke gezindheid en geloofsovertuiging in Frankrijk. Gezien de wet van 1978 worden de steekproeven uitgevoerd door privé-instanties. De resultaten verschillen enigszins:
| bron (jaartal)                 | Christen | Zonder religie | Moslim | Joods | andere | Link |
| ------------------------------ | -------- | -------------- | ------ | ----- | ------ | ---- |
| CSA (2012)                     | 58 %     | 32 %           | 6 %    | 1 %   | 3 %    |      |
| Ifop (2011)                    | 65 %     | 25 %           | 7 %    | 1 %   | 2 %    |      |
| INED (2008-2009) 18-50-jarigen | 45,5 %   | 45 %           | 8 %    | 0,5 % | 1 %    |      |
| CIA World Factbook (?)         | 85-90 %  | 4 %            | 5-10 % | 1 %   |        |      |
| Département d'État (2012)      | 65-66 %  | 21 %           | 8-10 % | 1 %   | 2-4 %  |      |
| Pew Research Center (2010)     | 63 %     | 28 %           | 7,5 %  | 0,5 % | 1 %    |      |

De Joodse gemeenschap in Frankrijk telde in 2012 ongeveer 483.500 mensen, waarmee het land de grootste naoorlogse Joodse bevolking heeft van Europa.
In 2011 telde Frankrijk 45.000 rooms-katholieke kerken, 3.000 protestantse kerken (waaronder 1.800 evangelische gebedszalen), 2.400 islamitische gebedshuizen, waarvan 600 moskeeën, 280 joodse synagogen en 150 boeddhistische pagodes of meditatieruimtes. Het aantal islamitische gebedsplaatsen verdubbelde in tien jaar. Ze bevinden zich vooral in stedelijke gebieden en 60% van de gebedsplaatsen zijn kleiner dan 100 m².

## Overheidsfinanciering van religies
De wet van 9 december 1905 verbiedt de Franse overheid godsdiensten te subsidiëren. Dit heeft ertoe geleid dat de Franse kerken en andere religieuze organisaties op een andere manier aan inkomsten dienden te geraken. Vooral de Rooms-Katholieke Kerk heeft veel religieuzen in dienst en een gigantisch patrimonium dat onderhouden moet worden. De wet voorzag in een mogelijkheid een vereniging op te richten die instond voor de organisatie van een religieuze eredienst: les associations cultuelles. Deze moest voldoen aan de algemene regelgeving omtrent het verenigingsleven (wet van 1 juli 1901) en daarenboven werden nog enkele bijkomende voorwaarden gesteld. De Rooms-Katholieke Kerk weigerde aanvankelijk zich hierin te schikken, maar richtte in 1923 toch een diocesane vereniging op.
De Joodse en protestantse gemeenschappen aanvaardden onmiddellijk deze schikking.
Voor het patrimonium aan religieuze gebouwen werd ook een oplossing gevonden. Alle gebouwen werden eigendom van de Franse staat of van de verenigingen die de religies vertegenwoordigen. Op die manier konden er gelden vrijgemaakt worden voor het onderhoud van deze gebouwen. Bovendien voorziet de Franse staat in een fiscale aftrek van alle giften van bedrijven en particulieren die aan deze verenigingen geschonken worden.

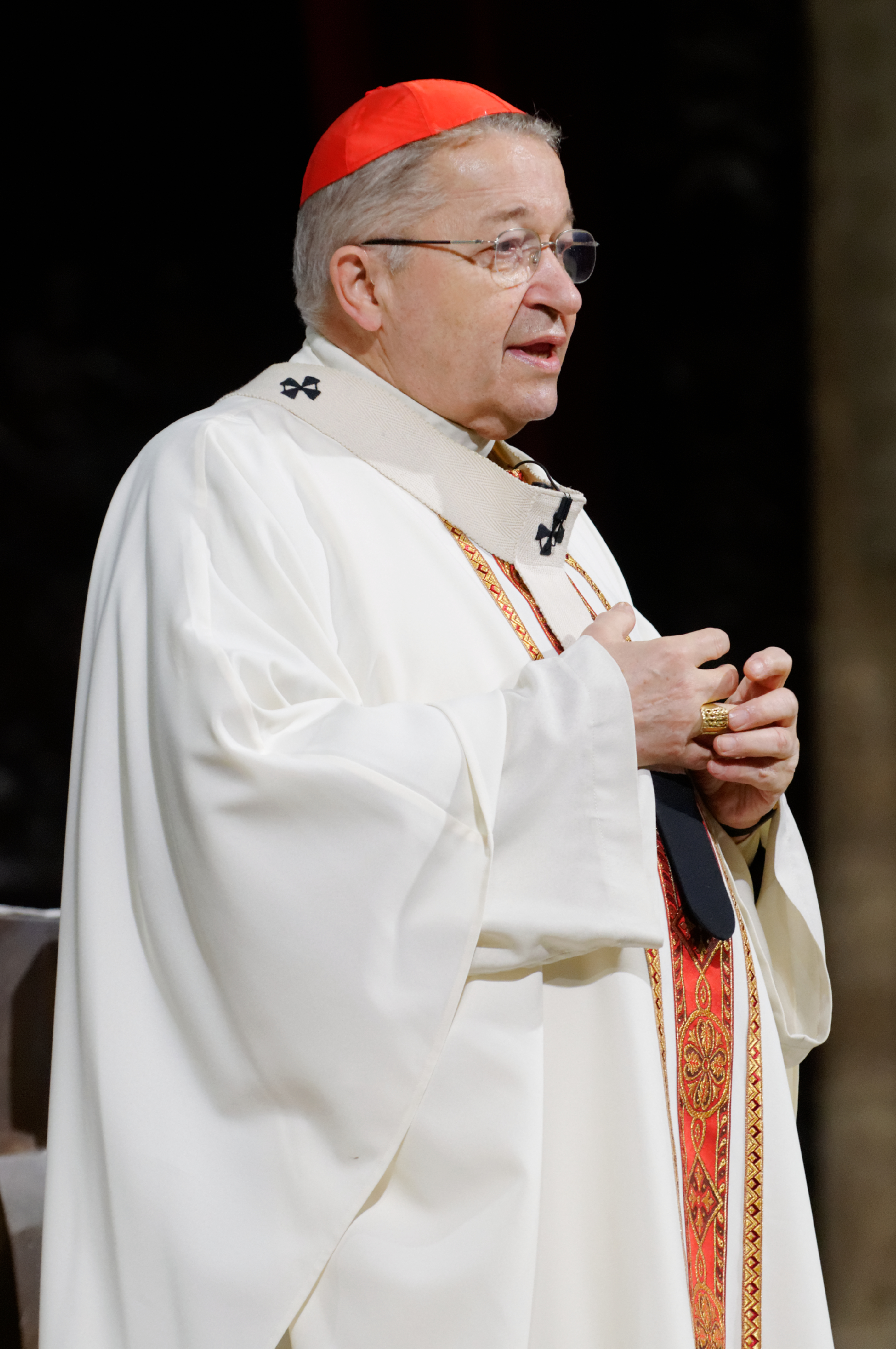
Kardinaal André Vingt-Trois in 2012.

## Religieuze vertegenwoordigers in Frankrijk
Kardinaal André Vingt-Trois (Parijs, 1942) staat sinds 11 februari 2005 aan het hoofd van de Rooms-Katholieke Kerk in Frankrijk. François Clavairoly (1957) is sinds 1 oktober 2013 de president van la Fédération protestante de France (FPF) (Franse protestantse federatie), de overkoepelende vereniging die de Franse protestantse kerken vertegenwoordigt.
Le Conseil Français du culte Musulman (CFCM) (Franse raad van de Islamitische cultus) is de vereniging, ook islamraad genoemd, die de islam vertegenwoordigt in Frankrijk. De leden worden verkozen uit islamitische groeperingen, waarvan de grootste de 'Rassemblement des musulmans de France' is. De president van deze vereniging is sinds 30 juni 2013 Dalil Boubakeur.
Le Conseil Représentatif des Institutions juives (CRIF) (vertaling: representatieve raad van de Joodse instellingen) is de vereniging die de meeste Joodse instellingen groepeert. Op 26 mei 2013 werd Roger Cuckierman (Parijs, 1936) verkozen als de nieuwe president.